# Chiesa di Sant'Agostino (Fano)
La chiesa di Sant'Agostino, anticamente chiesa di Santa Lucia, è una chiesa di Fano situata nel centro storico della città, all'estremità di Via Vitruvio. Ricostruita prima nel Quattrocento e poi nel Seicento, è stata quasi completamente demolita durante i bombardamenti della seconda guerra mondiale, che hanno salvato la sola fiancata est. Attualmente è in corso una ricostruzione della chiesa nelle sue linee originali. Pregevoli opere e architetture si sono invece conservate nell'attiguo convento, che diventerà sede del Museo Diocesano una volta terminati i restauri.

## Storia
L'edificio viene costruito in epoca molto antica suoi resti di un precedente edificio romano, ad oggi solitamente identificato con i resti della Basilica di Vitruvio (vedi dopo), oppure con un Tempio della Fortuna. Non è detto, comunque, che la chiesa sia sorta direttamente sulle rovine: storicamente, si può solo affermare che nel 1265 la chiesa esisteva e sarebbe pertanto illecito pretendere di datare il nucleo originario a quasi un millennio prima. È più probabile che la chiesa sia sorta per caso in quel luogo tempo dopo, a rovine già interrate o comunque non completamente visibili. L'edificio mantiene l'intitolazione a Santa Lucia fino appunto al 1265, quando si ha la prima testimonianza a noi nota della chiesa, nella quale l'edificio e il convento attiguo vengono ceduti agli agostiniani del convento di Santo Stefano in Padule.
Nei primi anni del Quattrocento la chiesa viene ricostruita e poi riconsacrata nel 1409. Nella seconda metà del Cinquecento, il fanese Ludovico Giorgi progetta una "inversione" della chiesa, cioè la sostituzione dell'abside con la facciata d'ingresso e viceversa: vengono poste le fondamenta per il nuovo presbiterio con profonda cappella centrale e due cappelle laterali minori. La trasformazione degli interni viene comunque portata a compimento solo un secolo dopo, quando fu realizzata, nel 1685, la grande volta a botte decorata nel riquadro centrale da un affresco di Giambattista Manzi, raffigurante una finta prospettiva architettonica culminante in uno sfondato di cielo con Sant'Agostino in Gloria.
L'adiacente convento rimane la sede degli Agostiniani fino alle soppressioni napoleoniche per diventare poi, dopo la restaurazione pontificia e fino agli anni del secondo dopoguerra, la sede del Seminario diocesano. Proprio durante la seconda guerra mondiale, la chiesa subisce ingenti danni a causa dei bombardamenti: l'edificio crolla completamente e si salva solo la fiancata est. Attualmente è in corso un restauro, praticamente una ricostruzione, con l'obiettivo di ripristinare la struttura originale della chiesa (compreso il nuovo assetto seicentesco e la volta a botte) per farne la sede, assieme al convento attiguo, dell'istituendo Museo Diocesano.
La chiesa, a causa dei restauri, è solitamente chiusa al pubblico, ma l'Archeoclub di Fano organizza sovente delle aperture straordinarie dell'edificio, solitamente nell'ambito della ricorrenza di Sant'Agostino (fine agosto).

## Struttura e opere

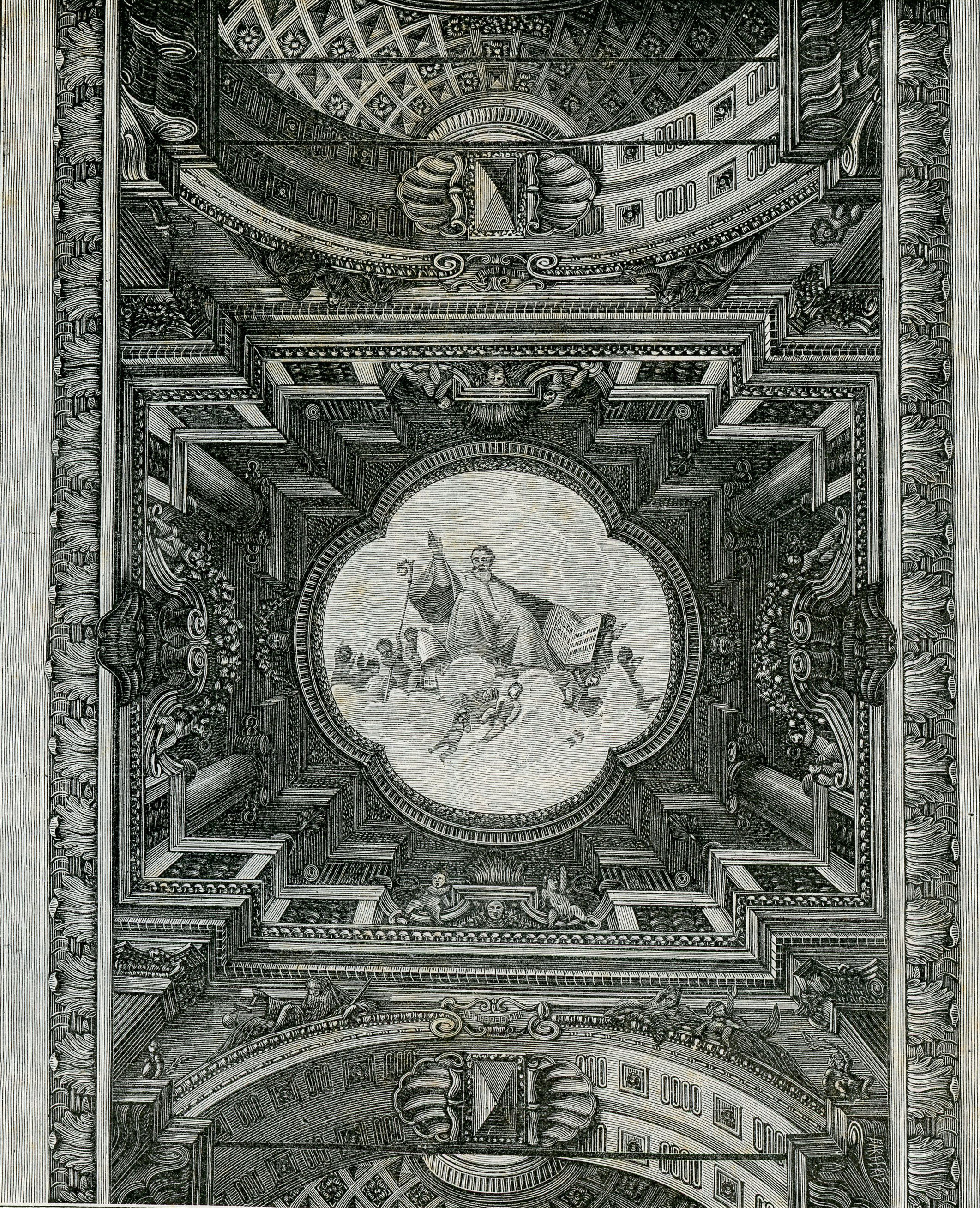
Volta della chiesa di Sant’Agostino in una xilografia del 1898 ad opera di Giuseppe Barberis.

Della chiesa, come detto, non rimane quasi nulla, se non la fiancata est, che conserva fra l'altro le linee assunte nel restauro quattrocentesco, con lunghe monofore trilobate tamponate e una ricca cornice in cotto con doppia fascia di archetti. All'interno, la chiesa era ornata da un motivo unitario di lesene di ordine ionico, del quale è ancora visibile qualche lacerto nei frammenti di muri perimetrali sopravvissuti. A destra dell'ingresso, una delle due cappelle laterali absidali dell'antica costruzione gotica conserva deperitissimi affreschi con figure di Santi risalenti al Trecento, sovrastati da episodi della Vita di Santa Lucia di ignoto artista del Quattrocento. Per questa chiesa, fra l'altro, fu dipinto l'Angelo Custode del Guercino nel 1641, ora custodito presso la Pinacoteca Civica.
Del convento adiacente è rimasto inalterato il chiostro rinascimentale dalla snelle colonne tuscaniche, risalente al 1560 circa. Le lunette conservano interessanti affreschi del pesarese Giulio Cesare Begni, raffiguranti episodi della Vita di Sant'Agostino. Eseguiti attorno al 1640 a spese delle maggiori famiglie patrizie fanesi del tempo, sono stati recentemente restaurati per salvarli da una definitiva perdita. Sul lato meridionale del chiostro sono anche ben visibili due eleganti bifore che, appartenute alla costruzione primitiva, forniscono luce a quella che era l'antica sala capitolare dal bellissimo soffitto ligneo cuspidato risalente al Quattrocento, periodo a cui vanno fatte risalire anche la sottostante fascia pittorica tardogotica e le tracce di affreschi che decoravano le pareti. Il tutto è stato recentemente restaurato, unitamente ai locali adiacenti dove ha la sede la sezione fanese dell'Archeoclub d'Italia.

## L'area archeologica
Di fronte alla chiesa, un'edicola in muratura dà accesso alla scala che conduce all'antico complesso edilizio romano sul quale poggiano la chiesa e il convento. L'identificazione di questi resti, che sorgevano nel centro della città antica, resta ancora difficile ma si suppone possa trattarsi del Tempio della Fortuna o come tradizionalmente affermato, della Basilica di Vitruvio. I resti si articolano su un lungo muro a blocchetti di pietra intervallato da pilastri e finestre, piccole arcate disposte a ventaglio, una parete con abside, colonne e canalette di scolo.